# جذر الجناح

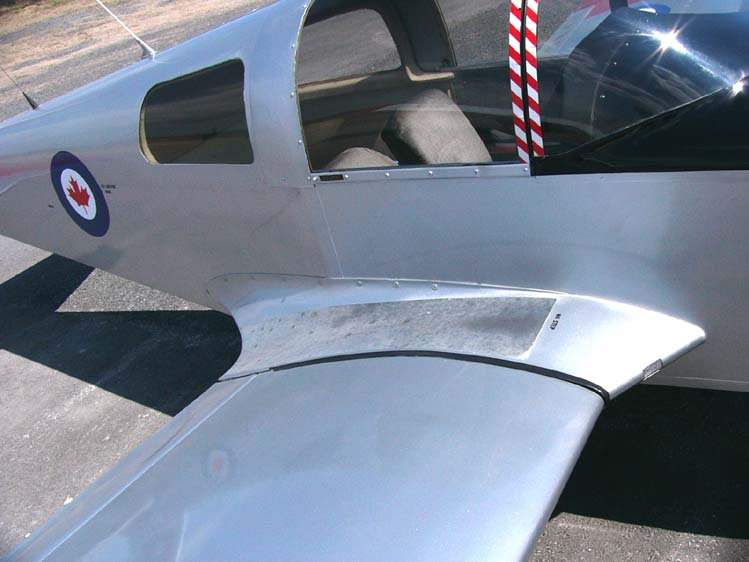
جذر الجناح لطائرة بسيطة، أمريكان افياشين إيه إيه-1 Yankee، يُظهر جذر الجناح

جذر الجناح (wing root) هو جزء من الجناح على متن طائرة ثابتة الجناح أو مركبة فضائية مجنحة وهو الجزء الأقرب إلى جسم الطائرة، وهو ملتقى الجناح مع جسم الطائرة (وليس مع الكنة أو أي جسم آخر). يستخدم المصطلح أيضًا للتعبير عن تقاطع الجناح مع الجناح المقابل، أي على الخط المركزي لجسم الطائرة، كما هو الحال مع الجناح العلوي للطائرة ذات السطحين. الطرف المقابل للجناح من جذر الجناح هو طرف الجناح.
يمكن أن تتأثر الخصائص الديناميكية الهوائية للطائرة بشكل كبير بالتشكيل وخيارات التصميم الأخرى لجذر الجناح. أثناء كل من الرحلة العادية والهبوط، سيخضع جذر جناح الطائرة عادةً لأعلى قوى انحناء عبر الطائرة. كوسيلة لتقليل مقاومة التداخل بين الجناح وجسم الطائرة، أصبح استخدام «الأغطية الانسيابية» (fairings) (يشار إليه غالبًا باسم «شرائح الجناح») أمرًا شائعًا خلال النصف الأول من القرن العشرين؛ يرجع الفضل في استخدام انسياب جذر الجناح إلى تحقيق خصائص طيران أكثر ملاءمة عند السرعات العالية والمنخفضة. علاوة على ذلك، تم تطوير العديد من الابتكارات والنهج الأخرى للتأثير / التحكم في تدفق الهواء بالقرب من جذر الجناح لتحقيق أداء أكثر ملاءمة. تم ابتكار طرق حسابية مختلفة لتصميم جذر جناح مثالي للطائرة.
تم التعرف على الإجهاد (الكلال) كعامل حاسم يحد من الحياة المرتبطة بجذر الجناح، والذي سيؤدي في النهاية إلى فشل ذريع إذا لم تتم مراقبته. وفقًا لذلك، من الشائع في نظام صيانة الطائرات إجراء تقييمات دورية لجذر الجناح للتحقق من تشقق التعب وعلامات الإجهاد الأخرى. لهذا الغرض، أصبح استخدام مقاييس الإجهاد المطبقة بشكل مناسب واسع الانتشار، على الرغم من استخدام طرق بديلة للكشف أيضًا.
في حالة الطائرات التي تفوق سرعتها سرعة الصوت، يُنظر إلى جذر الجناح على أنه مناطق هيكلية حرجة من حيث انتقال الحرارة وخصائص التبديد.